# Chamazulen
Chamazulen ist eine braunschwarze und in Lösung blauviolette Komponente des ätherischen Öles von Kamillenblüten mit entzündungshemmender Wirkung, das zur Gruppe der polycyclischen aromatischen Kohlenwasserstoffe (PAK) und den Terpenderivaten gehört. Der IUPAC-Name lautet 7-Ethyl-1,4-dimethylazulen. Der Trivialname Chamazulen ist ein zusammengesetztes Kunstwort aus Chamomilla, dem lateinischen Namen der Echten Kamille, dem französischen Wort azur für himmelblau, sowie dem Anhang len (aus Alken).

## Geschichte
Im Jahr 1863 prägte der englische Chemiker Septimus Piesse den Namen Azulen für die blaue Substanz aus dem Kamillenöl. Die Struktur von Chamazulen wurde aber erst 1953 als 7-Ethyl-1,4-dimethylazulen gesichert.

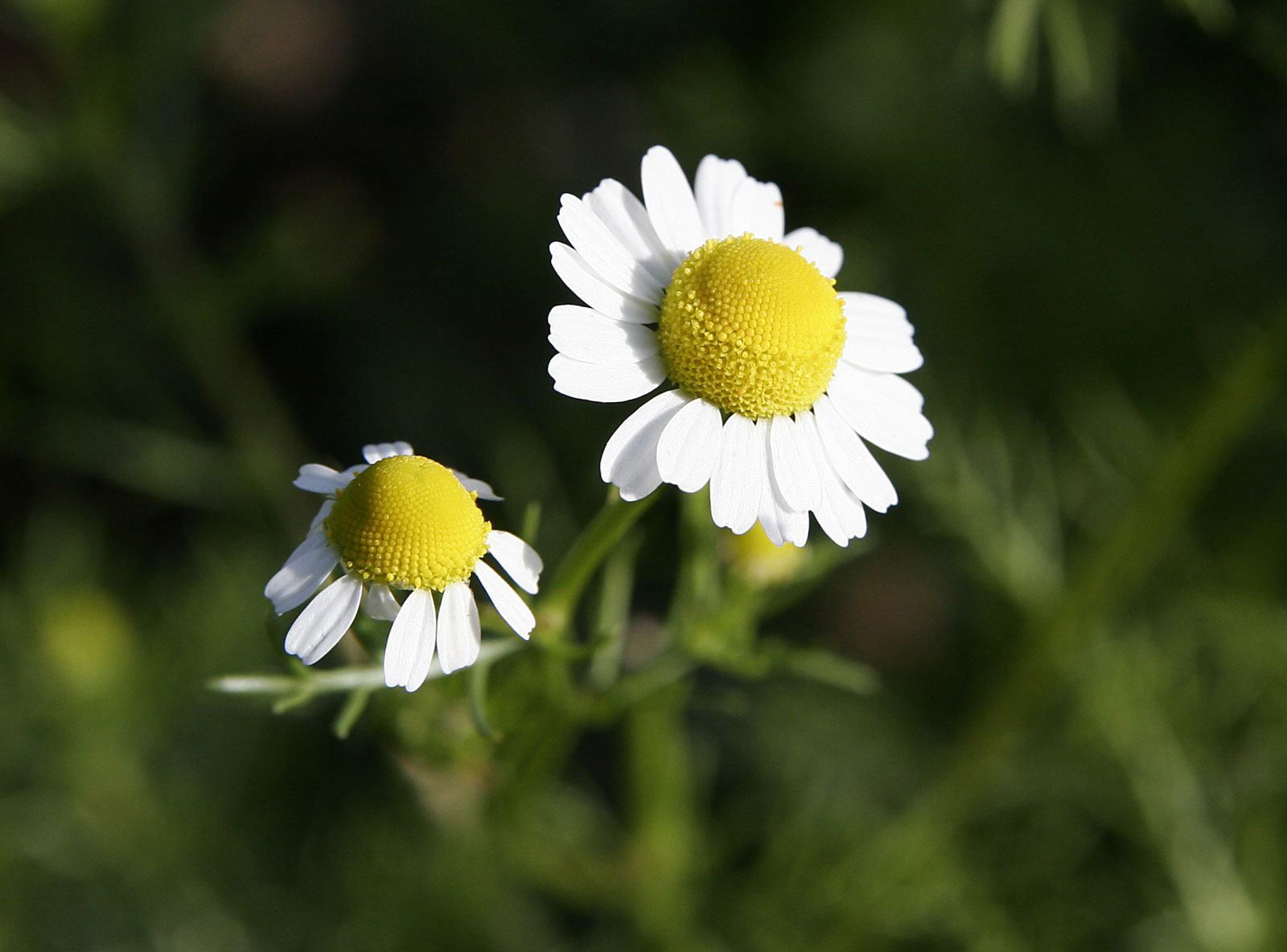
Der bläuliche Rohextrakt der Kamille (Matricaria chamomilla) enthält Chamazulen.

Schon relativ früh fand man heraus, dass die blaue Farbe erst während der Extraktion und Destillation entsteht und somit das Azulen nicht genuin in der Kamille vorhanden ist.

## Gewinnung und Darstellung
Die Vorstufe des Chamazulen ist als Matricin unter anderem in den Kamillenblüten und Schafgarbe enthalten. Daraus wird bei der Destillation das eigentliche Produkt gewonnen:

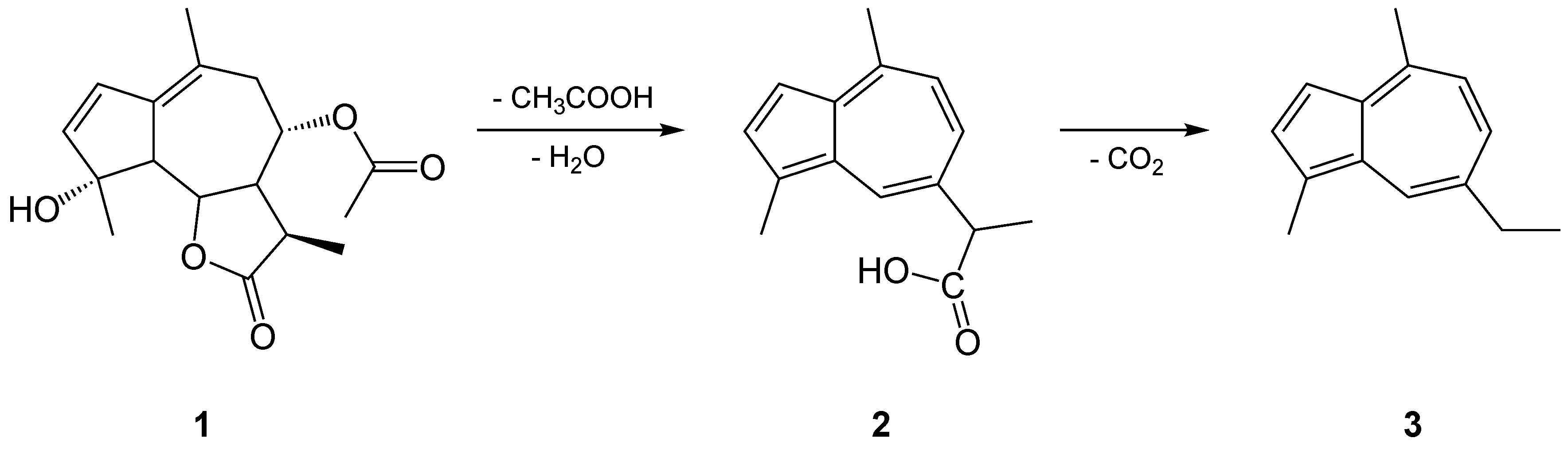
Herstellung des Chamazulens (3) aus Matricin (1) über Chamazulencarbonsäure (2).

## Eigenschaften
Chamazulen bildet braun-schwarze Nadeln, die sich unter Luft-, Licht- und Temperatureinwirkung recht schnell zersetzen. Es besitzt entzündungshemmende (antiphlogistische) Wirkung und ist damit neben Bisabolol und Matricin einer der Hauptwirkstoffe im Kamillenblütenöl.

## Verwendung und Sicherheitshinweise
Kamillenblütenöl ist wohl eine der am häufigsten verwendeten und ältesten Naturarzneien. Die Wirkung beruht auf einem Stoffgemisch verschiedenster Stoffe (meist Flavonoide und Terpene bzw. Terpenderivate); die entzündungshemmende Wirkung ist vor allem auf die darin enthaltenen Stoffe Bisabolol, Matricin und Chamazulen zurückzuführen. Dabei besitzen Bisabolol und Matricin die höchste Aktivität; Chamazulen besitzt im Vergleich zu Matricin nur etwa 50 % dessen entzündungshemmender Wirkung. Im Tierversuch erzeugte Chamazulen in hohen Dosen Atemstörungen bei Kaninchen und Mäusen.